# Instagram
Instagram (förkortas vanligtvis till IG eller Insta) är en kostnadsfri mobilapp och ett socialt nätverk för fotodelning som lanserades i oktober 2010. 
Appen skapades ursprungligen av Kevin Systrom och Mike Krieger. Namnet är en kombination av "instant" och "telegram" och applikationen är helt gratis för såväl Android- som Iphonetelefoner. Programmet tillåter användaren att ta bilder, lägga på ett filter och därefter dela med sig av bilden i sitt flöde på Instagram och även till andra sociala medier, som Facebook, Twitter, Foursquare, Tumblr, Flickr och Posterous. Till bilden kan användaren skriva text och markera den med hashtaggar och geografisk plats, för att göra bilden sökbar för andra användare.
Applikationen fanns från början bara till operativsystemet IOS i produkterna Iphone, Ipad och Ipod Touch, men en version för Android släpptes den 3 april 2012. Redan den första veckan efter lanseringen laddades Androidversionen ned över en miljon gånger.
Den 9 april 2012 meddelades att Facebook köpt Instagram för 1 miljard amerikanska dollar.
År 2013 tillkom möjligheten till 15 sekunders videofilmning. 2016 tillkom även möjligheten att ladda upp 60 sekunders videos. Den 2 augusti 2016 lades en ny funktion till i Instagram kallad stories, numera händelser. Detta innebär att användare, kan lägga upp bilder som per automatik försvinner 24h efter publikation. Publiceras flera bilder och filmer i rad visas de i form av ett bild/filmspel i kronologisk ordning. 2020 lanserades IGTV vilket är en funktion för att visa filmer som är upp till 60 minuter långa.
Den 24 september 2018 meddelade grundarna Kevin Systrom och Mike Krieger sin avgång.

## Statistik

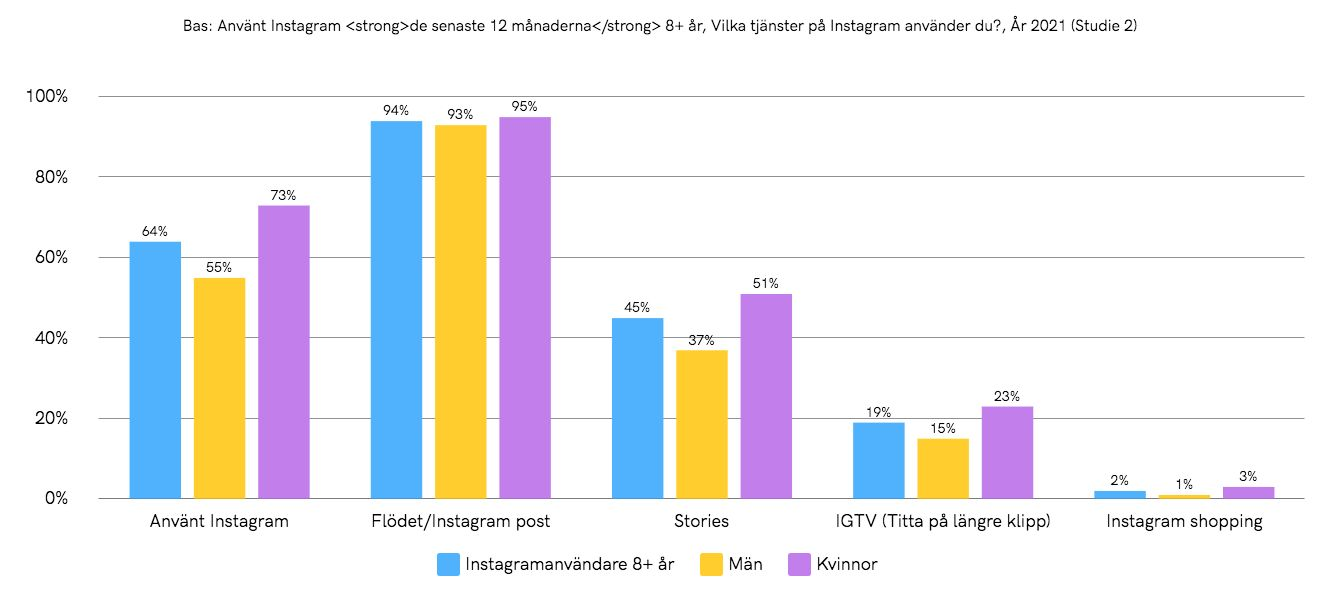
Vilka tjänster de svenska Instagramanvändarna (8+ år) nyttjade 2021. Alla/män/kvinnor.

En undersökning från Internetstiftelsen visade att år 2022 kom Instagram på tredje plats, efter Youtube och Facebook, bland de den sociala plattformar som flest svenskar använde sig av. 64 procent av alla internetanvändare i Sverige hade använt Instagram under det senaste året och 48 procent gjorde det dagligen. Användningen av tjänsten ökade snabbt under 2010-talet, år 2013 använde 16 procent av svenskarna Instagram, men sedan 2018 tycks siffrorna ha stannat av något. Störst andel svenska Instagramanvändare fanns det år 2022 bland personer födda på 1990-talet där 87 procent använde Instagram och 72 procent använde det dagligen.
Den vanligaste aktiviteten bland de svenska Instagramanvändarna var 2022 att titta på Instagramposter (88 procent), 55 procent tittade på händelser (stories), 46 procent la upp egna inlägg och 41 procent använde tjänsten till att chatta med vänner. 
Den användare med flest följare var i november 2017 sångerskan och skådespelaren Selena Gomez som hade över 130 miljoner följare, följd av fotbollsspelaren Cristiano Ronaldo med 116 miljoner följare och sångerskan Ariana Grande med 115 miljoner följare. Flest antal gillamarkeringar under 2017 fick Beyoncé, på en bild som visade hennes gravidmage.

### Mäktigaste svenskar på Instagram
Denna lista innehåller de topp 30-konton som hade mest räckvidd och engagemang i Sverige 2022. Antal följare, samt antal gilla och kommentarer delat i antal poster som publicerats det senare året. Mätningen är gjord av Medieakademin. 
| Rank | Namn                    | Användar-ID            |
| ---- | ----------------------- | ---------------------- |
| 1    | Joakim Lundell          | @joakimlundell         |
| 2    | Lucas Simonsson         | @lucas_simonsson       |
| 3    | Situationer             | @situationer           |
| 4    | Sveriges roligaste barn | @sverigesroligastebarn |
| 5    | Therése Lindgren        | @therese               |
| 6    | Jonna Lundell           | @jonnalundell          |
| 7    | Jonas Fagerström        | @jonasfagerstrom       |
| 8    | Dyngbaggen              | @dyngbaggegalan        |
| 9    | Carl Déman              | @carldeman             |
| 10   | Einár                   | @ns1einar              |
| 11   | Klas Eriksson           | @claerence             |
| 12   | Ekotipset               | @ekotipset             |
| 13   | Magnus Uggla            | @kunguggla             |
| 14   | Vivi Wallin             | @mammasanningar        |
| 15   | Helen Torsgården        | @helentorsgarden       |
| 16   | Samuel Stronegger       | @sampev2               |
| 17   | Stina Wollter           | @stinawollter          |
| 18   | Hemnetknarkarna         | @hemnetknarkarna       |
| 19   | Tova Helgesson          | @tovahelgesson         |
| 20   | Filmfabriken            | @filmfabriken          |
| 21   | Pernilla Wahlgren       | @pernillawahlgren      |
| 22   | Antonija Mandir         | @antonijamandir        |
| 23   | Sveriges roligaste djur | @sverigesroligastedjur |
| 24   | Mauri Hermundsson       | @mustigamauri          |
| 25   | Tareq Taylor            | @tareqtaylor           |
| 26   | Jan Emanuel             | @janemanuel            |
| 27   | Carina Berg             | @carinaberg            |
| 28   | Anders Bagge            | @andersbagge1          |
| 29   | Filip Dikmen            | @filipdikmen           |
| 30   | Ellen Bergström         | @ellenbergstrom        |